# Jan Schneider (Musiker)
Jan Schneider (* 23. Oktober 1978 in Dinslaken) ist ein deutscher Jazzmusiker (Trompete).

## Wirken
Schneider, der im Pfarrhaus aufwuchs, studierte von 1999 bis 2004 an der Hochschule für Musik und Tanz Köln Jazztrompete bei Andy Haderer. Zwischen 2000 und 2003 war er Mitglied im Jugendjazzorchester NRW, zwischen 2002 und 2005 im Bundesjazzorchester unter der Leitung von Peter Herbolzheimer.
Seit 2005 ist Schneider als professioneller Trompeter tätig und profilierte sich zunehmend als Lead-Trompeter. Mit seinem eigenen Quartett aus Ralf Gessler, Sebastian Gahler und Nico Brandenburg trat er in Qatar auf. Weiterhin spielte er auf dem North Sea Jazz Festival, Jazzfestival Saalfelden, der Jazzwoche Burghausen und bei Jazzopen Stuttgart. Er arbeitete mit Lalo Schifrin, Michael Riessler, Darcy James Argue, Paquito D’Rivera, Florian Ross, Matthias Strucken, Benjamin Schaefer, Christian Winninghoff, Frederik Köster und der WDR Big Band, aber auch mit Sportfreunde Stiller, Stefanie Heinzmann, Max Mutzke, Pee Wee Ellis und der DSDS Band. Konzertreisen führten ihn auch nach Weißrussland, Indien, Südkorea, Südafrika und Venezuela.
Schneider gehört zum Cologne Contemporary Jazz Orchestra und zur Bigband von Thilo Wolf; auch tritt er regelmäßig mit Tom Gaebel, dem 1st Klaas Quintett und Trovači auf, mit denen gleichfalls mehrere Alben entstanden. Als Studiomusiker ist er zudem auf Alben von Michael Kunze/Dieter Falk, Brings, Hannah Köpf,  Heino und Adoro zu hören.
Schneider unterrichtet Trompete und Ensemblearbeit an der Offenen JazzHausSchule. Seit 2014 unterrichtet er am Institut für Musik und Medien der Robert Schumann Hochschule Düsseldorf, wo er als Honorarprofessor tätig ist.